# Gentianella chrysotaenia
Gentianella chrysotaenia är en gentianaväxtart som först beskrevs av Ernest Friedrich Gilg, och fick sitt nu gällande namn av J.L. Zarucchi. Gentianella chrysotaenia ingår i släktet gentianellor, och familjen gentianaväxter. Inga underarter finns listade i Catalogue of Life.